# XXIVe corps (armée de l'Union)
Le XXIVe corps est un corps d'armée de l'armée de l'Union pendant la guerre de Sécession.
L'armée de la James de l'Union est créée en avril 1864, sous le commandement du major général Benjamin Butler dans le but de capturer de Richmond, en Virginie, et Petersburg, Virginie alors que l'armée du Potomac de l'Union, avec le IX corps, sous la direction du général en chef de l'Union, le général Ulysses S. Grant et du commandement tactique du major général George Meade engage l'armée de Virginie du Nord du général confédéré Robert E. Lee pendant la campagne de l'Overland. En avril 1864, l'armée de la James est composée du X corps, du XVIII corps et d'une division de cavalerie sous le commandement du brigadier général August V. Kautz. Butler échoue à atteindre ses objectifs de la campagne de Bermuda Hundred lorsque ses forces sont arrêtées par une petite force confédérée, menée par le général P. G. T. Beauregard.
En décembre 1864, les unités blanches et le noires de l'armée de la James sont divisées en deux corps. Les troupes noires sont envoyées dans le XXV corps ; les troupes blanches deviennent le XXIV corps, sous le commandement d'Edward O. Ord. La majeure partie du corps reste dans les tranchées de Petersburg, mais la deuxième division d'Adelbert Ames prend part à l'assaut initial infructueux du major général Butler contre le fort Fisher lors de la première bataille de fort Fisher en décembre 1864, et à l'attaque réussie contre le fort au cours de la deuxième bataille de fort Fisher en janvier de l'année suivante. Cette division est finalement absorbée par le X corps, reformé en mars 1865.
Le reste du corps sert lors de la campagne de Petersburg. Lorsque Ord prend le commandement de l'armée de la James après Butler le 1er janvier 1865, John Gibbon prend le commandement du corps et le conduit habilement. Le corps prend part à la défaite de Lee à Hatcher's Run en février et est impliqué dans les attaques de fort Gregg et fort Whitworth au cours de la chute de Petersburg, le 2 avril, Le corps est engagé au cours de l'escarmouche à Appomattox qui a lieu juste avant la reddition de Lee. Au cours de la campagne d'Appomattox, une division indépendante de troupes qui a servi dans la vallée de la Shenandoah est ajoutée à la première division et à la troisième division. Le corps reste en Virginie jusqu'au mois d'août, quand il est dissous.